# Hamis Kiggundu
Hamis Kiggundu (Kalungu, Oeganda, 10 februari 1984), algemeen bekend als Ham, is een Oegandese zakenman, jurist en auteur. Hij is de CEO van de Ham Group of Companies en heeft twee boeken geschreven: Success and Failure Based on Reason and Reality (2018) en Reason as the World Masterpiece (2021).
In mei 2025 werd Hamis vermeld als een van de rijkste Oegandezen met een geschat vermogen van $1,02 miljard.
In maart 2020 haalde Kiggundu de voorpagina’s vanwege zijn rechtszaak tegen de Diamond Trust Bank (Uganda). Hij beweerde dat de bank hem in de loop van tien jaar voor meer dan 30 miljoen dollar had opgelicht.
In oktober 2020 won Kiggundu de zaak en werd DTB bevolen om UGX 34,29 miljard en USD 23,4 miljoen terug te betalen, plus 8% rente voor juridische kosten.

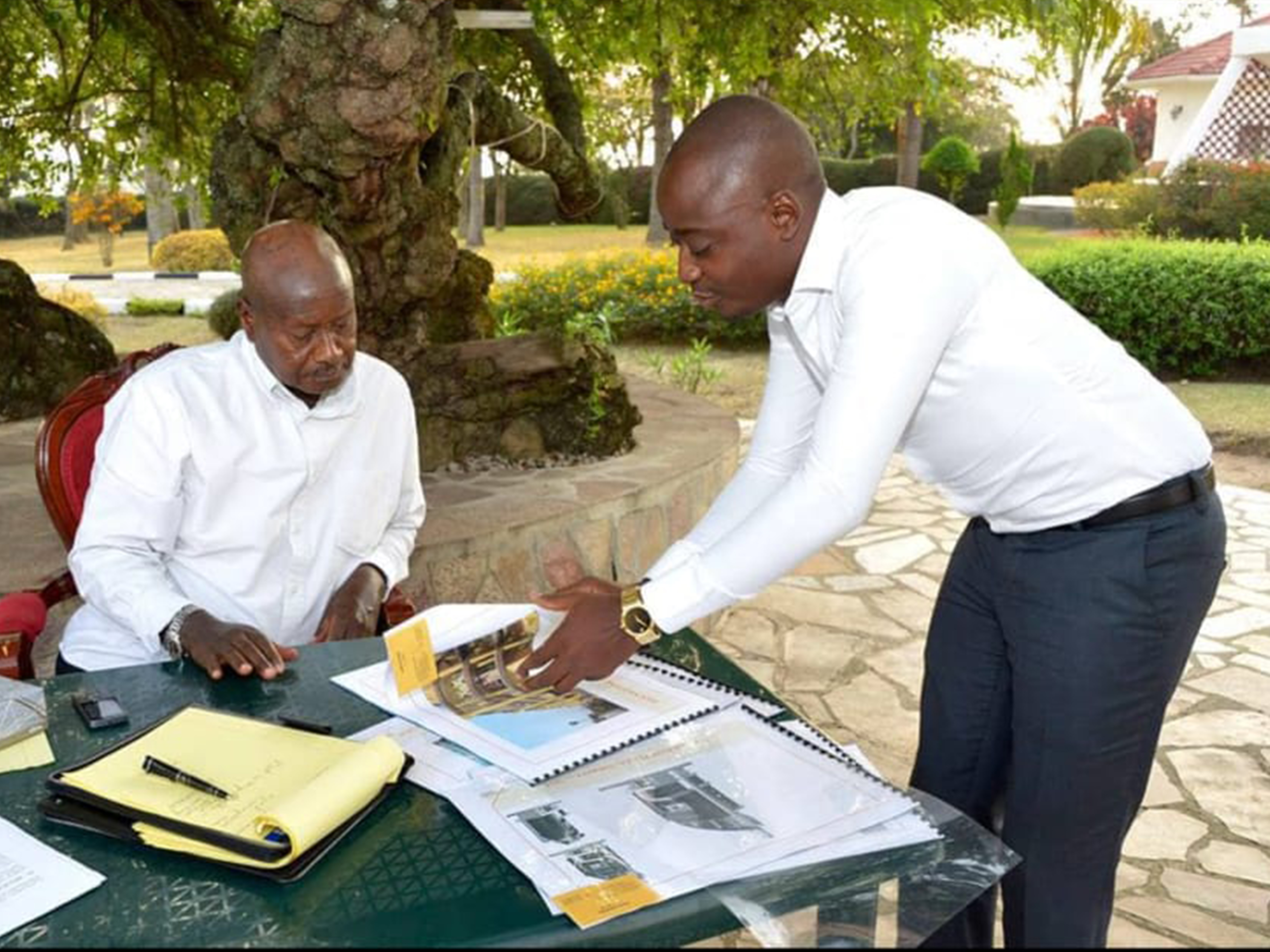
Kiggundu presenteert het herontwikkelingsvoorstel van Nakivubo Stadium aan president Museveni (2015)

In november 2023 werd het geschil buiten de rechtbank opgelost.
In 2015 kreeg hij een presidentieel bevel om Nakivubo Stadium te herontwikkelen via een publiek-private samenwerking met de Oegandese overheid. De werken begonnen in 2017 en in april 2024 werd het stadion officieel geopend door president Yoweri Museveni.

## Vroege leven en opleiding
Hamis werd geboren Kalungu, Masaka District. Zijn vader, Haruna Segawa, is afkomstig uit een familie met veel vastgoedbezit in Kampala. Hij studeerde rechten aan de Makerere University in Kampala.

## Geloof
Hamis werd geboren in een islamitisch gezin. Hij beschouwt de islam als "de hoogste levensprestatie".

## Zakelijke carrière en interesses
Hamis begon zijn zakelijke reis in 2005 als handelaar in kleding. Hij hielp zijn vader, Hajji Segawa, in diens textielwinkel waar hij de basisprincipes van het ondernemerschap leerde. Tijdens schoolvakanties gaf zijn vader hem kapitaal om zijn eigen handelsactiviteiten te starten.
Toen zijn zaken groeiden, begon hij met de aankoop en verkoop van land en vastgoed. In 2009 richtte hij Ham Enterprises (U) Ltd op en begon hij met de bouw en het bezit van commerciële gebouwen.
In 2010 begon Kiggundu met de bouw van Ham Towers, zijn eerste commerciële toren in de buurt van Makerere, Kampala. Volgens billionaires.africa bouwde hij na dit succes binnen 18 maanden ook het Ham Shopping Mall. Met de gecombineerde huurinkomsten van beide projecten kon hij gemakkelijk bankfinanciering krijgen voor nieuwe projecten.

## Diversificatie
Tegen 2021 had Hamis Kiggundu zijn investeringen uitgebreid naar meerdere sectoren, waaronder vastgoed, financiën, bankwezen, informatie technologie, sociale media en grootschalige industriële productie. Zijn diverse ondernemingen worden beheerd via de Ham Group of Companies.
Volgens een rapport van Forbes over Oeganda begon hij aan een project van $156 miljoen voor een geavanceerde geïntegreerde agro-verwerkingsfabriek in Akright City, in de centrale regio van Oeganda, om waarde toe te voegen aan landbouwproducten.

## Replica van het Witte Huis in Oeganda

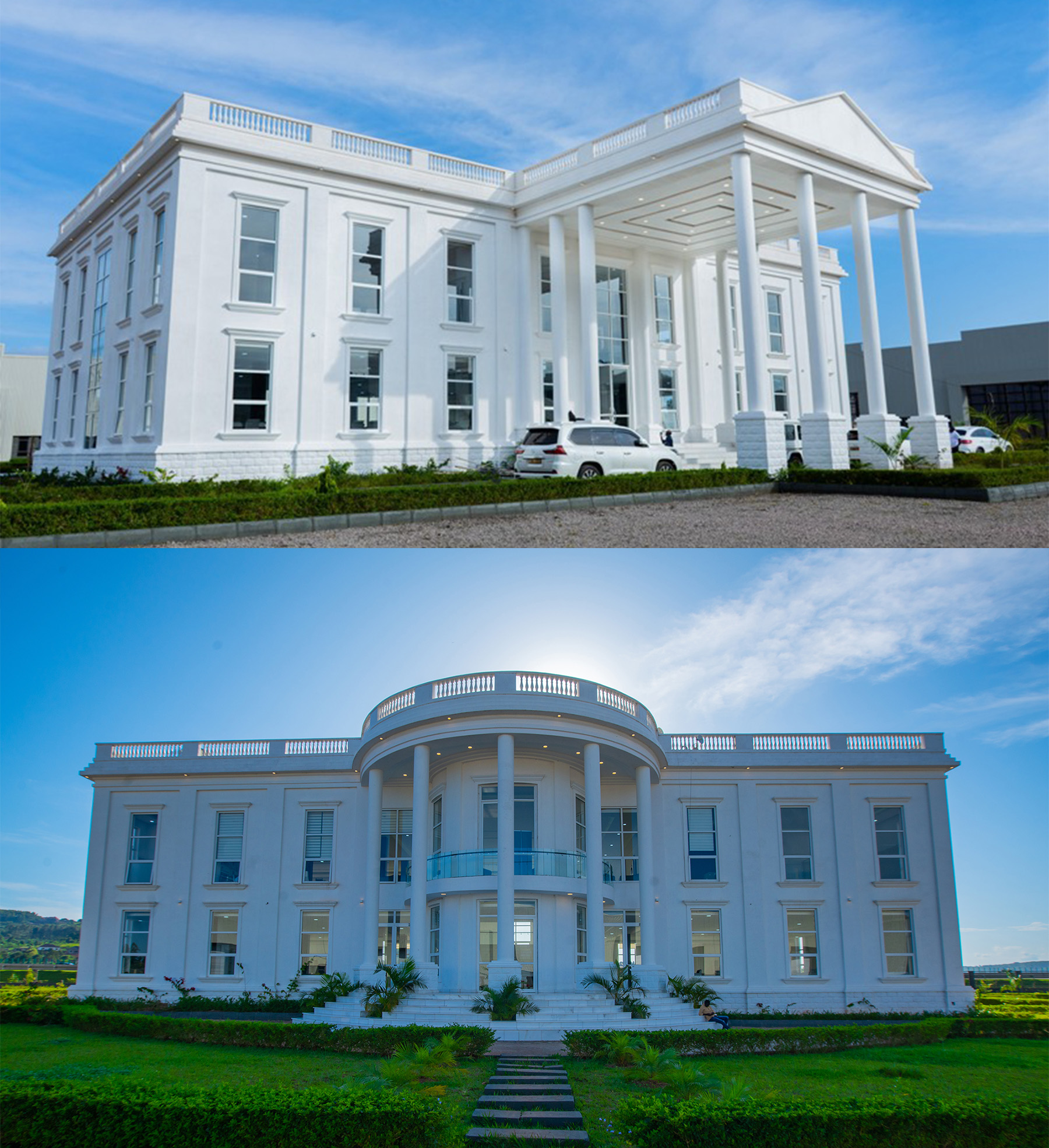
Kiggundu's replica van het Witte Huis in Oeganda

Hamis bouwde een replica van het Witte Huis in Akright City, Entebbe, die fungeert als het hoofdkantoor van Ham Integrated Agro Processing Industries.
In een interview uit 2023 met Wode Maya verklaarde hij dat het project bedoeld was om lokale ambitie te stimuleren en kansen binnen Afrika te tonen.

## Filantropie
In 2017 doneerde Kiggundu via de Kampala General Better Traders Association 100 miljoen Oegandese shilling aan de handelaars die verdreven waren uit de Nakivubo Park Yard-markt. Daarnaast bood hij hen zes maanden gratis huur aan op zijn terrein Ham Shopping Grounds.
In april 2020 doneerde hij voedselhulp aan de nationale COVID-19 taskforce van Oeganda.
Hij gaf ook voedselhulp aan meer dan 100 Oegandese journalisten via de Uganda Journalists Association, maar werd bekritiseerd voor het rechtstreeks geven van contant geld aan journalisten.
In juli 2021 doneerde hij 530 miljoen Oegandese shilling aan de Oegandese overheid voor de aankoop van COVID-19-vaccins.
In januari 2024 doneerde hij 100.000 koningspalmbomen aan de KCCA ter ondersteuning van de vergroening van de stad.

## Onderscheidingen
In 2018 werd zijn boek Success and Failure Based on Reason and Reality uitgeroepen tot Zakelijk Motivatieboek van het Jaar tijdens een evenement van het Book Forum of Uganda in Kampala.
In 2023 kreeg hij de African Renaissance & Iconic Development Entrepreneur Award van de Pan-African Pyramid Global Awards voor zijn bijdragen aan de economische ontwikkeling van Afrika.
In februari 2024 kreeg hij een Speciale Presidentiële Erkenning van de Minister voor Kampala Capital City Authority voor zijn bijdrage aan de sociaal-economische ontwikkeling van Kampala, vooral voor kansarme gemeenschappen.
In juni 2024 ontving hij een Professioneel Doctoraat in Global Leadership and Management van de European International University.